# Wallis Island (ö i Australien, New South Wales, lat -32,22, long 152,48)
Wallis Island är en ö i Australien. Den ligger i delstaten New South Wales, i den sydöstra delen av landet, omkring 220 kilometer nordost om delstatshuvudstaden Sydney. Arean är 8,9 kvadratkilometer. Den sträcker sig 4,8 kilometer i nord-sydlig riktning, och 3,0 kilometer i öst-västlig riktning.